# Le Châtiment de Basenhau
Le Châtiment de Basenhau, de son titre original Johan, est la première histoire de la série Johan et Pirlouit de Peyo. Elle est publiée pour la première fois du no 752 au no 794 du journal Spirou puis est publiée sous forme d'album en 1954 où elle est simplement sous-titré « Une aventure de Johan » puisque Pirlouit n'a pas encore été créé.

## Résumé
L'histoire commence par des joutes organisées par le roi. Afin de s'assurer la victoire contre le Comte de Tréville, le triste sire De Basenhau triche en sciant la lance de celui-ci pour qu'elle se brise au moindre choc. Mais Johan s'en aperçoit et De Basenhau est chassé du royaume. De retour en son château, Basenhau rumine sa vengeance. Aidé d'un fourbe troubadour et de son poltron conseiller, Guillaume, il lance une attaque contre le Roi. Mais grâce à une ruse de Johan, son armée se retrouve coupée en deux et Basenhau est forcé de se rendre.

## Publication

### Revues
L'histoire fut publiée dans le Journal de Spirou du 11 septembre 1952 au 2 juillet 1953.